# Национальная безопасность (фильм, 2003)
«Национа́льная безопа́сность» (англ. National Security) — американский комедийный боевик 2003 года, снятый режиссёром Деннисом Дуганом. Главные роли в фильме исполнили Мартин Лоуренс и Стив Зан.
Премьера фильма в США состоялась 17 января 2003 года, а на российские экраны он вышел 27 февраля 2003.
Общемировые сборы картины составили около 50 миллионов долларов.
На DVD фильм был выпущен 27 мая 2003 года.
Теглайн фильма: «This January, a buddy comedy without the buddies.»

## Сюжет
Во время ночного патруля Лос-Анджелеса полицейских Хэнка Рафферти и его напарника Чарли Рида им поступает вызов об ограблении, но через пару секунд отменяется из-за «сбоя питания сигнализации», Чарли желая развеяться от скуки все равно решает выехать на вызов, прибыв на место они обнаруживают вскрытые ворота склада, пробравшись внутрь они разделились, вдруг Чарли находит группу грабителей загружающих коробки в белый минивэн, в завязавшейся перестрелке Чарли убивают, прямо на глазах подоспевшего на помощь Хэнка. На следующий день, во время патруля, он замечает Эрла Монтгомери, чёрного охранника, недавно выгнанного из полицейской академии за устроенным им взрыв, который забыл в машине ключи и пытается достать их через частично открытое окно. Эрл грубит Хэнку и при попытке ареста замечает рядом шмеля, на которого у него аллергия. Хэнк пытается отмахнуться от него дубинкой, но некий турист с кинокамерой снимает это в таком неудобном ракурсе, что все считают, что Хэнк просто избивал Эрла. В результате после суда на котором Эрл подтвердил факт избиения Хэнком, тот теряет работу и попадает в тюрьму на полгода. Опасаясь расправы от рук чёрных заключённых, Хэнк проводит всё это время в карцере.
Выйдя на волю, он нанимается охранником и решает продолжить поиски убийц напарника. Услышав о включении и посредствующей отмене сигнализации склада, Хэнк уверенный в том что это те же грабители направляется туда и начинает перестрелку с грабителями, на звуки выстрелов прибегает местный охранник склада находившийся все это время в своем кабинете с девушкой, Эрл Монтгомери, после продолжительной перестрелки в которой один из грабителей выронил свой телефон а так же последующей погони за грабителями Хэнк и Эрл были задержаны полицейскими за нарушение ПДД. Хэнк чуть не попал за решетку во второй раз за «попытку отомстить Эрлу», но после расследования они оба были отпущены. По пути на штрафстоянку за машиной Хэнка, они исследовав потерянный телефон узнали что грабители направляются в Мексику на «Большом красном тягаче», реквизировав учебную машину они поехали в направлении Мексики по шассе, но по пути у них появились разногласия из-за выбранного Эрлом пути и машина вылетела на парковку с разыскиваемым ими грузовиком, залезав на уже выезжающий грузовик и пробравшись в кузов они обнаруживают там тот самый белый минивэн, при попытке угнать минивэн Эрл случайно включает сигнализацию и заподозрившие неладное грабители начинают стрелять из кабины по кузову, наконец запустив двигатель Хэнк и Эрл вылетают из кузова, но перелетев ограждение моста летят в воду чудом упав на плавучую платформу с мусором, находясь на платформе они решают открыть коробки с награбленным и обнаруживают там на первый взгляд обычные пивные бочонки, однако после попытки их вскрыть у мастера они узнают что на самом деле эти бочонки сделаны из секретного аэрокосмического сплава стоящего миллионы.
После этого открытия Хэнк оставив минивэн в гараже своей бывшей чернокожей девушки, Дениз, поехал забирать машину со штрафстоянки, там его пытаются задержать полицейские за недавнюю перестрелку на мосту. Однако к нему на помощь приезжает Эрл на украденной с той же стоянки полицейской машины, и они уезжают. В машине Хэнк понял что у грабителей есть связи в местном полицейском участке так как полиция узнала что они участвовали в перестрелке, тем самым он в добавок находит объяснение постоянных ограблений складов за несколько дней до запланированных рейдов ФБР разыскивающих дорогой сплав. Узнав адрес владельца минивэна, Хэнк и Эрл устраивают засаду, но через 15 минут Эрлу надоело ждать и он сам залез в здание, в этот же момент к зданию подъехали уже знакомые грабители. Эрл в одиночку отстреливается от банды, но в ходе перестрелки получает ранение в ногу. Вовремя подоспевший Хэнк спасает Эрла и замечает в составе банды Нэша, в котором он узнает убийцу своего напарника, однако тот успевает сбежать в последний момент.
Когда Хэнк приносит раненого Эрла к Дениз для лечения раны (оказавшееся просто ушибом), в дом залетает шмель, Эрл пугается шмеля тем самым доказывает невиновность Хэнка. Приехав в местный яхт-клуб они под прикрытием и становятся свидетелями разговора Нэша с местным детективом Фрэнком МакДаффом. Сразу же поехав на встречу с главным управляющим участка лейтенантом Вашингтоном, они рассказывают ему об увиденном и в качестве доказательств предлагают сделку МакДаффу по покупке «бочонков» всего лишь за миллион долларов.
На следующий день они встречаются в договоренной точке недалеко от побережья, во время словесной перепалки между ими и МакДаффом с Нэшом, они замечают что лейтенант Вашингтон находится в заложниках у банды. Осознав что план провалился, Хэнк и Эрл начинают стрельбу по ближайшим бандитам спасая Вашингтона, при неудачной попытке сбежать на минивэне, им приходится разделиться. Безоружный Хэнк спасает Эрла от снайпера отвлечением на себя, разъяренный ранением друга Эрл убивает снайпера, но через пару секунд на него вблизи нападает Нэш, боровшись некоторое время Эрл падает со склона чудом схватившись за торчащую арматуру из бетонной плиты. В тот же момент раненный Хэнк севший в кран мстит Нэшу скинув его с высоты в море и спасает почти падающего Эрла.
Вскоре после этого Хэнк возвращается на службу, а Эрл получает работу в полиции. В конце, во время совместного патруля Хэнк и Эрл замечают знакомую ситуацию, на этот раз уже белый парень пытается вскрыть машину через полу-открытое окно. Эрл желая показать Хэнку пример «правильного полицейского» после ряда вопросов помогает парню открыть дверь машины. Однако оказывается что этот парень - угонщик и Эрл открывает огонь по машине, остановив угонщика, но нанеся серьезные повреждения после которой она взорвалась.

## В ролях
| Актёр          | Роль                          |
| -------------- | ----------------------------- |
| Мартин Лоуренс | Эрл Монтгомери                |
| Стив Зан       | Хэнк Рафферти                 |
| Колм Фиори     | детектив Фрэнк МакДафф        |
| Билл Дьюк      | лейтенант Вашингтон           |
| Эрик Робертс   | Нэш                           |
| Тимоти Басфилд | Чарли Рид                     |
| Робинн Ли      | Дениз                         |
| Мэтт МакКой    | Роберт                        |
| Кейт Кук       | Анг                           |
| Мартин Клебба  | охранник (в титрах не указан) |